# Código de Martens Ferrão
O Código de Martens Ferrão foi a Lei da Administração Civil de 26 de Junho de 1867, uma tentativa de reforma do Código Administrativo protagonizada por João Baptista da Silva Ferrão de Carvalho Martens, mais conhecido por Martens Ferrão. Aquela lei, ao extinguir concelhos e reformular a divisão distrital, gerou descontentamento generalizado e esteve na génese, a par da rejeição do imposto do consumo, das manifestações populares que levaram ao golpe da Janeirinha e à consequente queda do governo, em Janeiro de 1868. Com a mudança de governo a lei foi revogada, mantendo-se em aplicação o Código Administrativo de 1842, pelo que aquele código foi efémero, pois esteve em vigor apenas entre 26 de Junho de 1867 e 14 de Janeiro de 1868, e a sua curta vigência foi quase obscurecida pela questão do imposto do consumo.

## Descrição
O Código Administrativo de 1867 foi um código administrativo aplicável à administração civil do Reino de Portugal e ilhas Adjacentes publicado em anexo à Carta de Lei de 26 de junho de 1867. Aprovado por iniciativa de Martens Ferrão (daí ser frequentemente referido por Código de Martens Ferrão), teve vigência efémera, pois a contestação ao novo código administrativo e à reforma fiscal que por essa altura também se empreendeu levou à Janeirinha e à consequente queda do Governo e reposição em vigor do Código Administrativo de 1842.